# فندق بول سميث

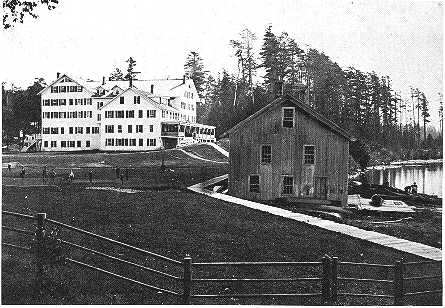
فندق بول سميث, في عام 1892

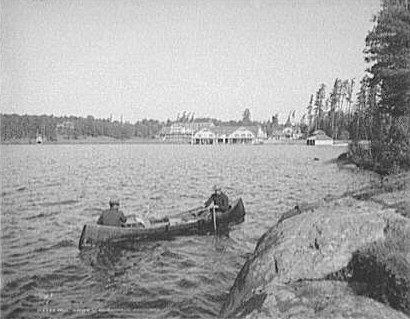
Guide قارب, Lower Saint Regis بحيرة, بول سميث في الخلفية, 1903

فندق بول سميث, تأسس الفندق المعروف رسمياً باسم (Saint Regis House)، على يد بول سميث عام 1859م، في مدينة برايتون بولاية فرانكلين كاونتي في نيويورك، التي ستصبح فيما بعد قرية بول سميث، كانت واحدة من أوائل المنتجعات البرية في جبال آديرونداك. لقد كان الفندق من أكثر فنادق مدينة Adirondack عصرية في ذلك الوقت، وقد رُعي الفندق من قبل مجموعة من الرؤساء الأمركيين مثل غروفر كليفلاند، ثيودور روزفلت، كالفن كوليدج، وكذلك أيضاً مشاهير مثل حزب العمال بارنوم، والنخبة الحاكمة في النصف الأخير من القرن التاسع عشر أمثال هاريمان وايتلو ريد. توفي سميث في عام 1912م، ولكن الفندق استمر تحت رعاية ابنه فيلبس، حتى أحرقت في عام 1930م.
بقي الفندق بدائياً لعدة سنوات عمداً، فلا يقوم بتوفير الفراشين أو حتى الحمامات الداخلية. بدأ بسبعة عشر غرفة فقط، وعند بداية القرن العشرين أصبحت مئتين وخمس وخمسين غرفة مع مرفأ، وإسطبلات، وملاهي،ولعبة البولنغ (بالإنجليزية:bowling)، وسلك لسوق نيويورك لتداول الأسهم. وكذلك يحتوي الفندق على أماكن للنجارة، والحدادة، ومحلات للكهرباء، ومنشرة خشب وتخزين. وعربات خيول تنقل الضيوف إلى الفندق، حتى عام 1912م عندما تم ربط الفندق بخط سكة حديدة كهربائية قصيرة إلى السكة الحديدية الرئيسية.

## وصلات خارجية
- History of the Town of Brighton
- New York Times, August 30, 1903, "Season in the Adirondacks Shows No Signs of Waning; Outdoor Sports of All Kinds Followed by Fancy Dress Balls and Bowling and Pool Tournaments -- Fair at Paul Smith's Hotel a Big Success."

‌